# Чигирин
Чигири́н — місто в Черкаському районі Черкаської області України із населенням 8539 осіб (2022), центр Чигиринської міської громади. Чигирин — перша столиця Гетьманщини і один із символів козацької доби.
У 1589 році був збудований Чигиринський замок. 1592 року місто отримало магдебурзьке право. Чигирин був одним з опорних пунктів Київського воєводства на межі з Диким Полем, більшість населення становили козаки. 1625 року місто стало центром Чигиринського полку реєстрового козацтва.
Від початку Національної революції 1648 року Чигирин став головною резиденцією Богдана Хмельницького і наступних гетьманів. Гетьманський двір приймав послів зарубіжних держав та митрополитів. Статус столиці Гетьманщини зумовив стрімкий розвиток міста: воно мало потужні укріплення, гетьманську садибу, ринкову площу з ратушею, православні храми на правому березі Тясмину. Під час Руїни місто витримало численні облоги. 1678 року під час російсько-турецької війни Чигирин був дощенту зруйнований і назавжди втратив роль політично- і воєнно-стратегічно важливого пункту.
Протягом 1681—1709 років відійшов до Правобережної України, васала Османської імперії. 1709 року був зайнятий російською залогою, 1714 року повернувся під владу Речі Посполитої. 1750 року місто захопили гайдамаки. 1793 року, після 2-го поділу Речі Посполитої місто перейшло до Російської імперії, з 1797 року — центр повіту Київської губернії. У 19 ст. місто отримало регулярний план. За переписом 1897 року, в місті було 9872 мешканці. Тут відбувся Всеукраїнський з'їзд Вільного козацтва 1917 року, а в 1918—1920 роках в районі Чигирина діяла Чигиринська республіка на чолі зі Свиридом Коцуром.
В 1920 році в місті встановлена радянська влада. Із 1923 Чигирин став центром району: у Шевченківській окрузі до 1930 року, Київській області в 1932—1939, Кіровоградській області в 1939—1954 роках, Черкаській області із 1954 року. Окупований німецькими військами із 7 серпня 1941 до 12 грудня 1943. У післявоєнний час місто розвивалося як агропромисловий центр. 1985 року неподалік від Чигирина почалося будівництво Чигиринської АЕС, через 4 роки зупинено.
У Чигирині народилися Сергій Грушевський, Андрій Яковлів, Михайло Сікорський. Тарас Шевченко неодноразово бував у Чигирині і присвятив місту ряд творів.

## Географія
Місто розташоване на Придніпровській височині по обидва береги річки Тясмин.
За напрямком:
- за 45 км від залізничної станції Фундукліївка;
- за 8 км від річкової пристані на Кременчуцькому водосховищі Адамівка;
- за 63 км на південь від обласного центру, міста Черкаси.

Через місто проходить автошлях регіонального значення Р10 (Канів — Чигирин — Кременчук).
Найближчий аеропорт в місті — Черкаси.
Висота над рівнем моря — 124 м.
Населення — 9,3 тисяч осіб.
Неподалік від міста розташовані найбільші села:
- Розсошинці на півночі;
- Галаганівка на північному сході;
- Рацеве та Вітове на сході;
- Чернече на півдні, Іванівка, Вдовичине на заході;
- Суботів на північному заході.

## Назва міста
Вперше назву міста згадано в грамоті польського короля Сигізмунда ІІІ Ваза від 1589[джерело?]. Походження назви остаточно не з'ясоване, наявність у всіх варіантах прикінцевого -ин дає підставу розглядати її як присвійну форму від імені *Чигира, яке, втім, історично невідоме. Хоча відомий антропонім тюркського походження Чигир-Батир, поширений у козацькому середовищі, слід мати на увазі, що присвійний суфікс -ин вживається лише з іменниками 1-ї відміни (на -а), у той час як Чигир належить до 2-ї відміни. Інша версія пов'язує назву з тюркською загальною назвою чигир, що має два значення: «польова дорога, вузька дорога, яка відділяється від головної дороги» та «водопіднімний пристрій, чигир».
Тарас Шевченко в своїх творах часто використовував варіант Чигрин з припущеннями інших назв. Однак, на поточний час, залишається офіційна назва міста — Чигири́н.

## Історія
Детальніші відомості з цієї теми ви можете знайти в статті Історія Чигирина.

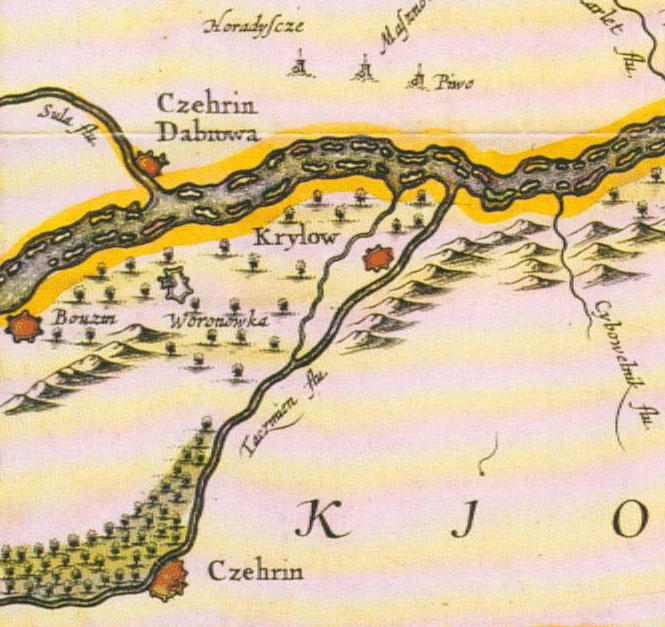
Чигирин на мапі Джона Янссона (близько 1663 року)

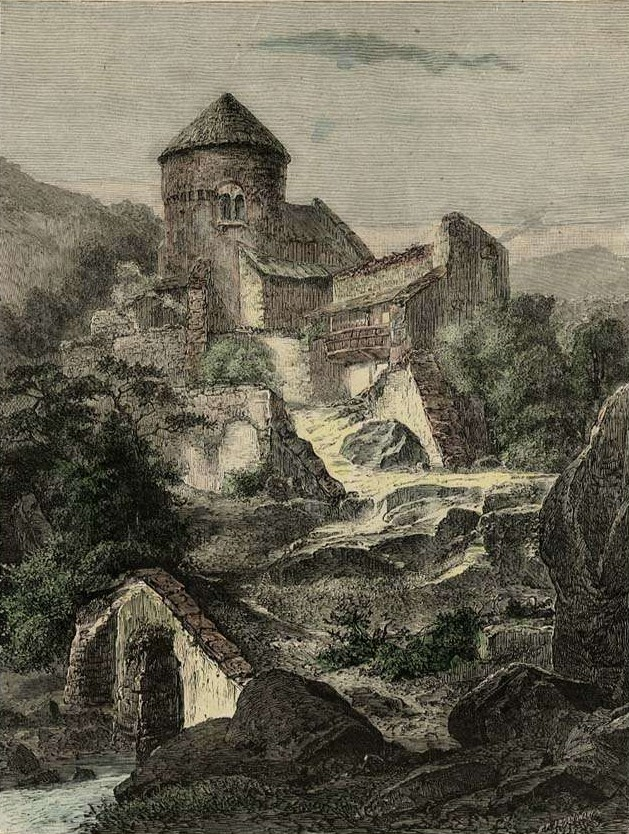
Румовища оборонної церкви на околиці Чигирина. Гравюра XIX ст.

1 травня 1589 король Сигізмунд III Ваза видав у Варшаві грамоту, яка дозволяла шляхтичу, черкаському, канівському, корсунському, любельському старості Олександру Вишневецькому закласти в пустому урочищі та городищі Чигирин на татарському шляху та перевозі, замок та місто Чигирин. 15 жовтня 1592 р. король надав Чигирину — Магдебурзьке право та герб (3 стріли), дозвіл на 2 ярмарки на рік, будівлю ратуші, лазні посполитої та ін. Місто входило до складу Київського воєводства Речі Посполитої.
Чигирин відомий з першої половини XVI ст. як укріплений козацький зимівник, що мав невелику фортецю.
З 1648 по 1712 рр. — центр Чигиринського полку.
З 1648 по 19 вересня 1676 роки Чигирин був резиденцією гетьманів: Богдана Хмельницького, Івана Виговського, Юрія Хмельницького, Павла Тетері, Петра Дорошенка і столицею гетьманської Української держави.
Під час своєї подорожі з Дамаску до Москви 1654—1656 років, вже на звороньому шляху, 12 (2) серпня 1656 року гетьманську столицю відвідав Патріарх Антіохійський Макарій, де у своїй резиденції його прийняв Богдан Хмельницький.
За часів Хмельницького Чигирин був одним із найбільших міст тогочасної України. Тут мешкало понад 50 тисяч осіб, розміщувалися державна та військова адміністрації, стояла гетьманська резиденція та палац.
1674 (червень) московська армія під командуванням воєводи Григорія Ромодановського і козацькі полки на чолі з гетьманом Іваном Самойловичем вступили у Правобережжя і взяли в облогу гетьманську столицю — Чигирин. Два тижні гетьманські війська завзято обороняли місто. На допомогу Дорошенку під Чигирин підійшла турецько-татарська армія під командуванням візира Кара-Мустафи, яка змусила Самойловича і московські війська відступити.

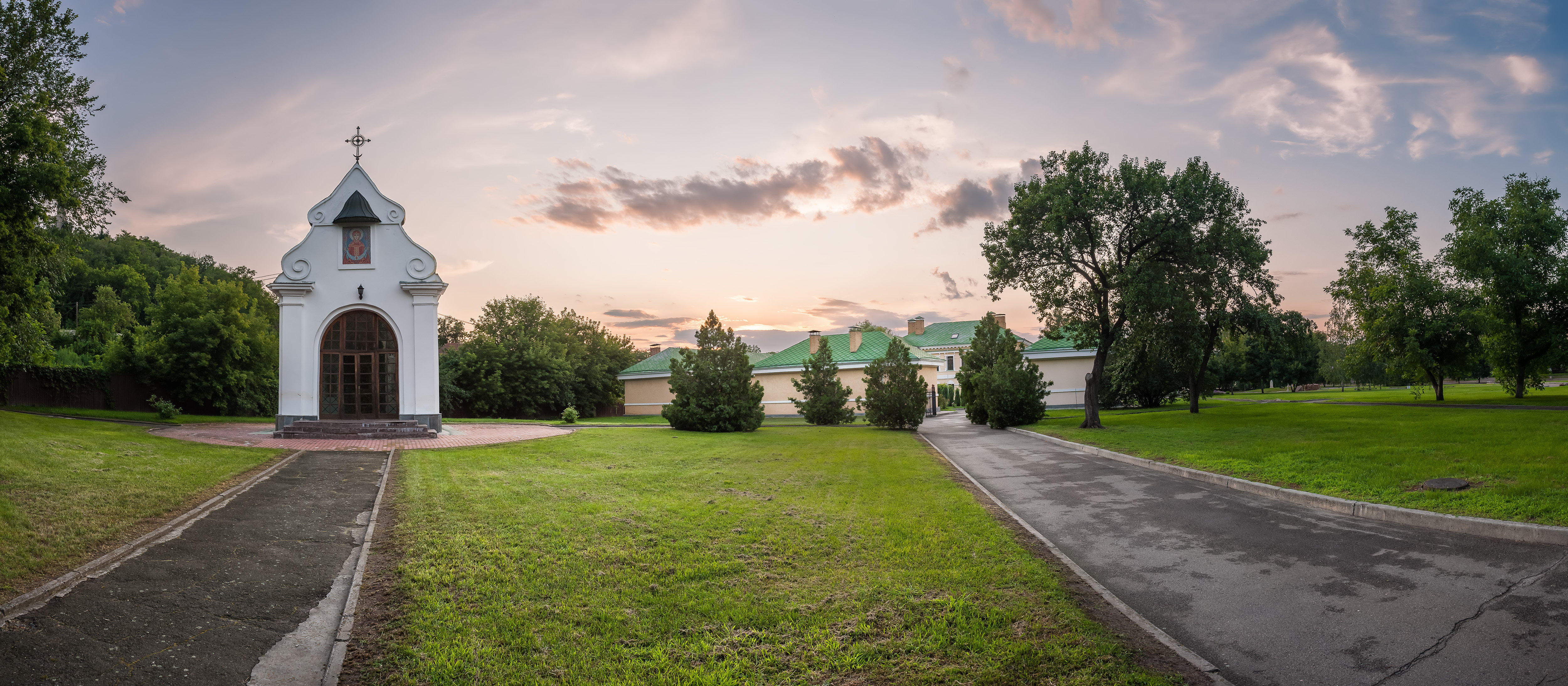
Братська могила козаків і мирних жителів міста з каплицею

1675 року (восени) на козацькій раді в Чигирині Петро Дорошенко склав гетьманські клейноди, а Іван Сірко прийняв від нього присягу на вірність цареві. Московський уряд вимагав від Дорошенка присяги на лівому березі Дніпра в присутності гетьмана Лівобережної України Івана Самойловича і московського воєводи Григорія Ромодановського, від чого Дорошенко рішуче відмовився.
1676 року (восени) 30-тисячна московська армія і полки гетьмана Лівобережної України Івана Самойловича знову облягли Чигирин. 19 вересня 1676 розпочався штурм гетьманської столиці, яку обороняв всього двохтисячний загін сердюків. Після кількагодинного запеклого бою Дорошенко, розуміючи всю безвихідь становища, переконав козаків припинити опір.
У 1677 році Османська імперія мала на меті опанувати стратегічно важливе місто Чигирин на Правобережжі й поставити там своїм васалом Юрія Хмельницького з титулом гетьмана Війська Запорізького й князя Сарматії (України).
Перший наступ почався влітку 1677 року, коли потужне османське військо (близько 100—120 тис. вояків під проводом Мелека Ібрагіма-паші) облягло Чигирин, що його боронили гетьман Іван Самойлович з 20 — 25 тис. козаків і московський воєвода Ромодановський Григорій Григорович з 32 тис. московитів. Завдяки завзятій обороні козаків і московитів та сильним укріпленням міста, турки змушені були відступити.

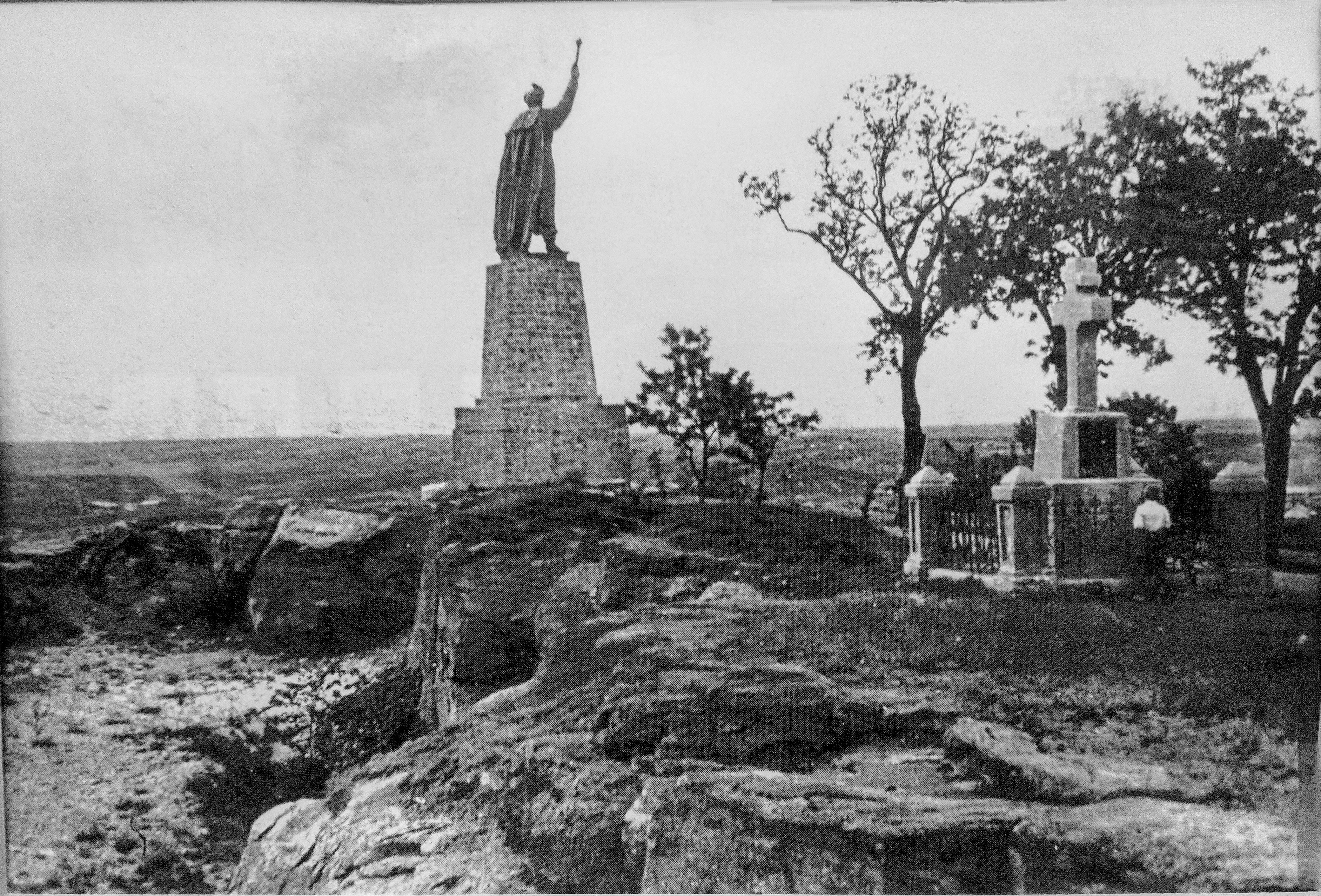
Пам'ятник Богдану Хмельницькому на старій світлині

Влітку 1678 року 200-тисячне османське військо під проводом великого візира Кара-Мустафи підійшло під стіни Чигирина та намагалося його захопити. У місті знаходилося московсько-козацьке військо, яке налічувало близько 12 тис. осіб. Облога Чигирина турками тривала близько місяця, у результаті чого місто захоплене османами. Від колишньої гетьманської столиці залишилася сама руїна, але через виснаження турецького війська та постійні набіги запорожців під проводом Івана Сірка турки залишили зруйнований Чигирин, уклавши з Московією Бахчисарайський мир 1681 року.
1797 р. після приєднання до Російської імперії (1793) Чигирин став повітовим містом Київської губернії.
1900 року в Чигирині було 10098 мешканців (4790 чоловіків і 5308 жінок), зокрема 62,7 % православних, 35,2 % євреїв, 0,1 % католиків.
На початку жовтня 1917 року в місті пройшов Всеукраїнський з'їзд вільного козацтва, на якому був обраний отаманом генерал царської армії Павло Скоропадський, який організував повітовий загін.

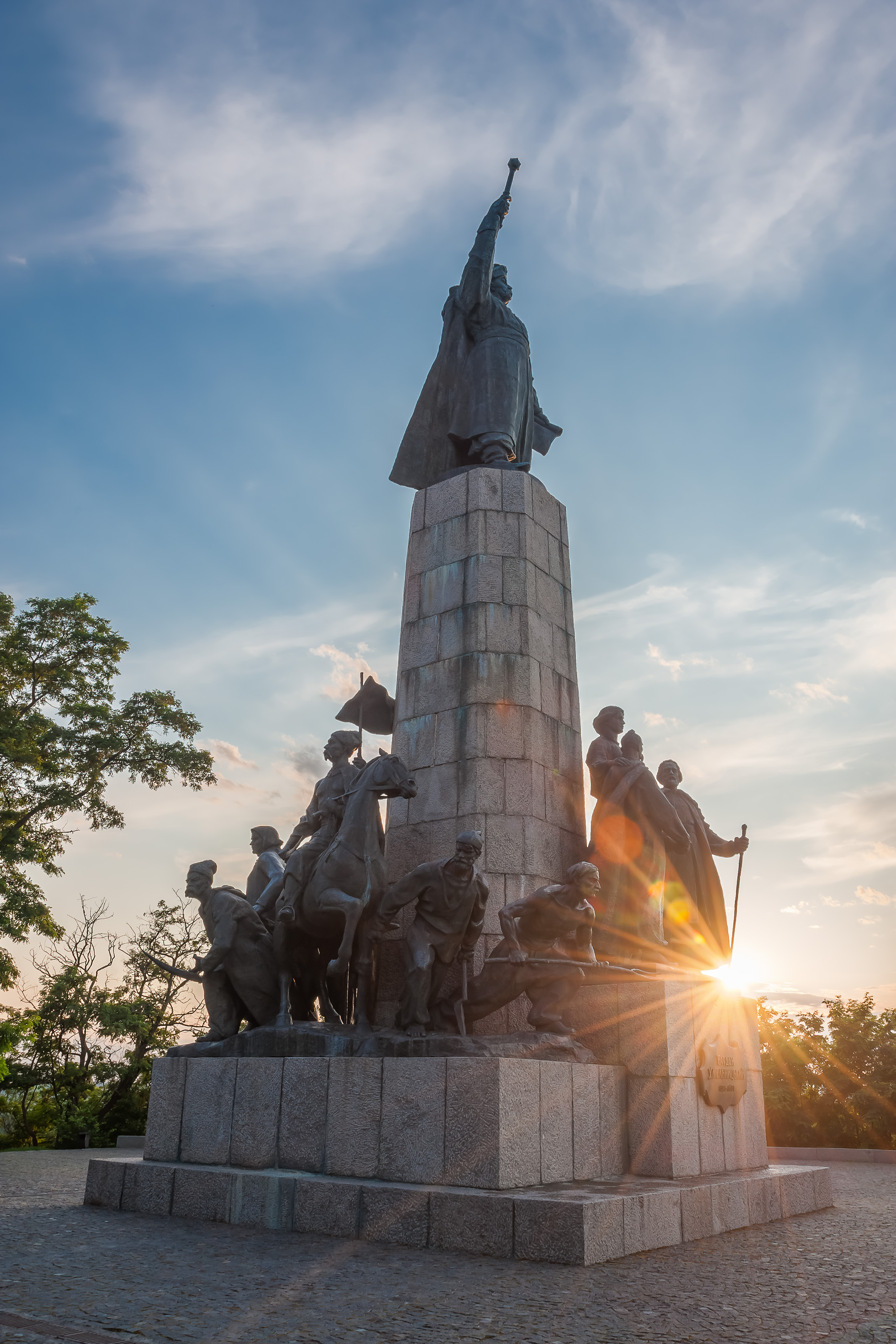
Монумент Богдану Хмельницькому

У 1923 році Чигирин став районним центром.
До ранку 12 грудня 1943 року після запеклих боїв 138-а стрілецька дивізія, 5-а гвардійська повітрянодесантна дивізія та 452-й винищувальний протитанковий артилерійський полк звільнили місто від нацистів.
У 1954 році смт Чигирин віднесено до категорії міст районного підпорядкування.
У вересні 2017 року, під час риття траншеї, житель Чигирина виявив 200 черепів, що не містили тіл. Ймовірно, це братська могила 1677 року, коли фортеця та місто були захоплені та зруйновані турецькими військами під час російсько-турецької війни.
З 2018 року адміністративний центр Чигиринської міської громади.
З 2020 року входить в Черкаський район.

## Економіка
Сучасна економіка міста представлена такими галузями:
- промисловість: харчова (ТОВ «Чигиринський консервний завод»), ТОВ «Чигиринлегпром», шкіряно-галантерійна, фурнітурний завод;
- будівництво;
- транспорт;
- торгівля;
- громадське харчування;
- житлово-комунальне господарство;
- побутове обслуговування населення;
- охорона здоров'я;
- культура;
- соціальне забезпечення тощо.

### Транспорт
У місті знаходиться автостанція. Головний у минулому перевізник району — ВАТ «Чигиринське АТП-17139» у 2008 році змушений був відмовитися від виконання своїх головних міжміських рейсів на Київ та Умань і на той момент виконував лише 4 рейси на Черкаси через Медведівку та Боровицю, 2 рейси на Знам'янку, а також приміське сполучення. Обсяг перевезень продовжував скорочуватися і вже у 2012 році АТП обслуговувало тільки рейси на Знам'янку та приміські маршрути, а в квітні 2013 року акціонерами було прийняте рішення про добровільну ліквідацію підприємства. Частину приміських рейсів та перевезення пасажирів по місту Чигирин доручили черкаській компанії ДП «ЧАРЗ-авто», яка займалась цим до квітня 2015 року, після чого їй на зміну прийшов приватний перевізник Прохоренко Валентин Петрович, який обслуговував жителів міста та району до літа-осені 2022 року. З осені 2022 року перевезення по місту здійснює ФОП Головко Андрій Іванович. Налагоджене транспортне сполучення з обласним центром — Черкаси, яке майже повністю виконується приватним черкаським перевізником ПП «Сервіс-Авто 2005» автобусами класу Богдан і Еталон. Також здійснюється зв'язок міжміськими автобусами з Києвом, Дніпром, Полтавою.

## Населення

### Чисельність
| Рік              | 1600   | 1649    | 1833   | 1840   | 1897   | 1900    | 1923   | 1926   | 1959   | 1970    | 1979    | 1989    | 2001    | 2016   | 2017   | 2022   |
| ---------------- | ------ | ------- | ------ | ------ | ------ | ------- | ------ | ------ | ------ | ------- | ------- | ------- | ------- | ------ | ------ | ------ |
| Населення (осіб) | 5000 ▲ | 50000 ▲ | 3913 ▼ | 5039 ▲ | 9872 ▲ | 10098 ▲ | 7362 ▼ | 7960 ▲ | 8612 ▲ | 10534 ▲ | 12038 ▲ | 12853 ▲ | 11960 ▼ | 8962 ▼ | 8995 ▲ | 8539 ▼ |

### Національний склад
Розподіл населення за національністю за даними перепису 2001 року:
| Національність  | Відсоток |
| --------------- | -------- |
| українці        | 92,57 %  |
| росіяни         | 5,11 %   |
| роми            | 1,04 %   |
| білоруси        | 0,29 %   |
| вірмени         | 0,16 %   |
| молдовани       | 0,16 %   |
| інші/не вказали | 0,67 %   |

### Мова
Розподіл населення за рідною мовою за даними перепису 2001 року:

### Мовний склад
Рідна мова населення за даними перепису 2001 року:
| Мова            | Чисельність, осіб | Доля    |
| --------------- | ----------------- | ------- |
| Українська      | 11 139            | 93,14 % |
| Російська       | 642               | 5,37 %  |
| Ромська         | 133               | 1,11 %  |
| Вірменська      | 15                | 0.13 %  |
| Білоруська      | 11                | 0,09 %  |
| Румунська       | 9                 | 0,08 %  |
| Угорська        | 3                 | 0,03 %  |
| Болгарська      | 1                 | 0,01 %  |
| Єврейська       | 1                 | 0,01 %  |
| Інші/Не вказали | 6                 | 0,03 %  |
| Разом           | 11 960            | 100 %   |

## Освіта
На території міста діють Чигиринський економіко-правовий коледж, 3 середні школи, Чигиринська спеціальна загальноосвітня школа-інтернат, навчально-виховний комплекс № 2, дитяча дошкільна установа «Зірочка», районні музична, художня та дитячо-юнацька школи.

## Культура і відпочинок

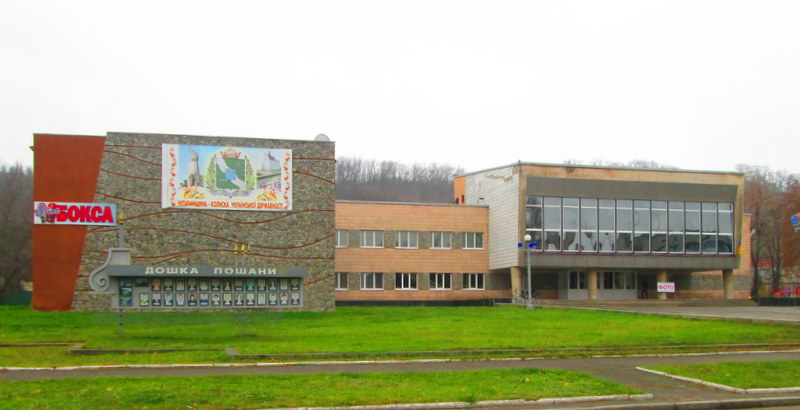
Районний Будинок культури

У Чигирині нині діють такі об'єкти культури та місця відпочинку: районний Будинок культури, клубна установа (село Чернече), дві бібліотеки, готель, три пам'ятники, обеліск Слави, три парки культури, у тому числі міський парк, парк-пам'ятка садово-паркового мистецтва місцевого значення.
Діє Національний історико-культурний заповідник «Чигирин», створений 7 березня 1989 року. Указом Президента України 23 вересня 1995 року йому надано статус національного.
Палац Хмельницького, ратуша і Спаська церква (обидві з другої чверті XVII ст.) не збереглися; лише на Замковій (Богдановій) горі залишилися рештки фортифікацій.

### Замкова гора
Над містом височіє гора Замкова. У 1967 році на її вершині встановлено пам'ятник Богдану Хмельницькому. Тепер цю гору називають Богдановою. Неподалік Чигиринської гори ще з XV століття проходив торговельний шлях з Києва до Криму. Цим шляхом кримські татари найчастіше пробиралися в Україну. Саме тут місцевість давала змогу затримувати їх. Річка Тясмин охоплює гору, що прикриває місто з півдня, великим півколом. Схили гори дуже стрімкі з півночі і з заходу. Тільки вузька смуга схилу єднає гору з містом. Таке розташування робило її неприступною фортецею. На Богдановій горі створено парк «Замкова гора Б. Хмельницького».

### Музеї
- Чигиринський музей археології Середнього Подніпров'я — м. Чигирин, вул. Першотравнева, 30;
- Музей Богдана Хмельницького — м. Чигирин, вул., Грушевського, 26;
- Резиденція Богдана Хмельницького
- Національний історико-культурний заповідник «Чигирин»

### Релігія
У місті діє декілька релігійних громад:
- Храм на честь апостолів Петра і Павла (Православна церква України);
- Храм на честь святителя Миколая (Православна церква України, освячений 15 травня 2016-го);
- Православний храм Свято-Казанської Божої Матері;
- Церква Трійці (євангельські християни-баптисти).

|                    |  |                      |  |                                  |  |                                    |  |                   |  |
| Баптистська церква |  | Церква Петра і Павла |  | Резиденція Богдана Хмельницького |  | Храм Свято-Казанської Божої Матері |  | Бастіон Дорошенка |  |

Див також: Пам'ятники Чигирина

## Люди

### Народилися

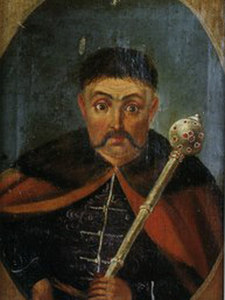
Тарас Трясило

- Антоненко Павло Леонідович (1992—2015) — старший солдат Збройних сил України, учасник російсько-української війни
- Грушевський Сергій Федорович (7 жовтня 1830 — 27 січня 1901) — професор, педагог, організатор народної освіти, публіцист, дійсний статський радник (рос. статский советник), меценат

- Тарас Федорович — козацький полковник, кошовий отаман запорозький нереєстрових козаків.

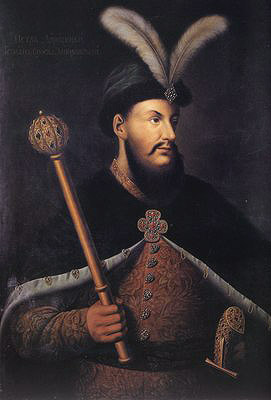
Петро Дорошенко

- Дорошенко Петро Дорофійович — гетьман України (1665 — 1676);
- Дронов Сергій Анатолійович (1997—2018) — солдат Збройних сил України, учасник російсько-української війни.
- Жабко-Потапович Лев (1890—1975) — український письменник, релігійний і громадський діяч.
- Завадський Василь Григорович (1863—1918) — український композитор, хоровий диригент, педагог.
- Калішевський Яків Степанович — майже 40 років був регентом Святої Софії,
- Коваленко Антон Ростиславович (1997—2023) — молодший сержант Збройних сил України, учасник російсько-української війни, Герой України (2024, посмертно).
- Кривицька Олександра Сергіївна — народна артистка УРСР;
- В. А. Назаренко — член-кореспондент АН УРСР;
- Ф. С. Предтеча — автор тексту відомої пісні «Раскинулось море широко».
- Раєвський Борис Миколайович — біофізик;
- К. Л. Рвачова-Ющенко, О. Л. та В. Л. Рвачови — радянські вчені математики, доктори фізико-математичних наук;
- Сікорський Михайло Іванович — доцент (1996); почесний директор Національного історико-етнографічного заповідника «Переяслав».
- Чабаненко Іван Іванович — заслужений діяч мистецтв УРСР;
- Чернишенко Георгій Павлович (нар. 1906) — український живописець, заслужений майстер народної творчості УРСР.
- Ющенко Катерина Логвинівна — вчений кібернетик;
- Яковлів Андрій — учений правник, громадський і політичний діяч, родом з Чигирина (Київщина); дійсний член УНТК, НТШ, керівник Правничої Секції УВАН в Нью-Йорку.
- Яровий Михайло Мартинович — Герой Соціалістичної Праці

### Чигиринські полковники
- Федір Вешняк…

Детальніше: дивіться Чигиринський полк, Категорія:Чигиринські полковники

### Чигиринські старости
- Якуб Потоцький (?-1715) — син Павела та Елєонори з Салтикових Потоцьких[18]

### Проживали
- Павлов Олег Олексійович (1967 — 2020) — підполковник Збройних Сил України, учасник російсько-української війни.

## Міста-побратими
- Себастопол, США
- Маєн, Німеччина

## Відзначення 500-річчя заснування
|                                                       |  |  |
| Ювілейна монета НБУ, присвячена 500-річчю м. Чигирина |  |  |

7 грудня 2011 року Верховна Рада України, враховуючи вагому історичну роль міста Чигирина Черкаської області в історії українського державотворення, беручи до уваги значення його об'єктів культурної спадщини та у зв'язку з відзначенням у 2012 році 500-річного ювілею міста, прийняла постанову N 4090-VI «Про відзначення 500-річчя заснування міста Чигирина Черкаської області».